# Локална анестезија (роман)
Локална анестезија роман је немачког нобеловца Гинтера Граса оригинално објављен 1969. године. Роман говори о средњошколском професору, идеалисти који верује да друштво, попут ученика, учи из искуства и разума.

## Синопсис
Еберхард Старуш је четрдесетогодишњи професор немачког језика и историје који живи у Западном Берлину и представља трагикомични центар романа. У позадини, један од његових студената, Филип Шербаум, планира да запали свог пса Макса на Курфирстендаму у знак протеста против учешћа Сједињених Држава у Вијетнамском рату. Старуш пролази кроз дуги низ стоматолошких операција током 1967. године на хирургији где се телевизија користи као средство одвраћања пацијената од операције и бола који их прати, са последичним телевизуалним сликама које се спајају и стапају у његовој свести и рефлексији. Старуш препричава своје медитације из периода политичке прошлости и послератне ситуације у Аденауеровој Немачкој и неадекватности, из његове перспективе, и леве и десне политичке идеологије и партијских поравнања у том периоду (тако да каријес представља метафору за шири духовни и политички распад). Књига у великој мери представља унутрашњи монолог из Старушеве перспективе, у ограниченом броју случаја са повременим упадицама питања и запажања његовог зубара.